# Bromo-DragonFLY
Bromo-DragonFLY, известный также как ABDF или «Placid» — психоделик, психоактивное вещество из группы фенилэтиламинов (бензодифуранов). Bromo-DragonFLY является очень мощным галлюциногеном, лишь незначительно уступая по силе LSD при приёме его в нормальной дозировке в пределах от 200 мкг до 800 мкг, и отличается экстремально большой длительностью действия, вплоть до нескольких дней. Bromo-DragonFLY явно запрещён только в Швеции и Дании, также его можно считать аналогом контролируемых для распространения веществ по законам о наркотиках США и Австралии. Bromo-DragonFLY имеет стереоцентр. Более активным стереомером является R-(-)-bromo-DragonFLY. Химический синтез вещества довольно сложен и поэтому не может быть произведён в кустарных условиях. Производится в химических лабораториях и распространяется через интернет-магазины под видом экспериментального химического вещества, не предназначенного для внутреннего употребления.

## История
Bromo-DragonFLY был впервые синтезирован Мэтью А. Паркером из лаборатории Дэвида Е. Никольса в 1998 году. Изучение молекулы DOB и её модификации привели к созданию трёх групп психоактивных веществ — «flies» (мухи), «dragonflies» (стрекозы) и «butterflies» (бабочки). 

## Фармакология
Галлюциногенный эффект Bromo-DragonFLY объясняется его агонистической активностью  на 5-HT2A-рецептор из группы серотониновых рецепторов. Bromo-DragonFLY также характеризуется высокой степенью связываемости с рецепторами 5-HT2B и 5-HT2C, и наиболее точно может быть описан как неселективный агонист 5-HT2, в два раза более активен по отношению к 5-HT2C рецептору, нежели к 5-HT2A, а также в пять раз более активен по отношению к 5-HT2A по сравнению с 5-HT2B.

## Дозировка
Типичная дозировка Bromo-DragonFLY не известна, тем не менее известно что она варьируется в пределах от 500 мкг до 1 мг. Bromo-DragonFLY примерно в 300 раз более активен, нежели мескалин, что составляет 1/5 от активности LSD. Наиболее часто распространяется в форме блоттеров (сленговое название — «марки») как и LSD, что может привести к ошибочному употреблению данного вещества. Bromo-DragonFLY имеет гораздо более длительное время действия, которое может достигать 2-3 дней после разового употребления большой дозы, с последующим плавным спадом эффектов в течение 6 часов после окончания действия вещества.

## Эффекты
Bromo-DragonFLY имеет ярко выраженный амфетаминовый психостимулирующий эффект, вызывает эйфорию, ощущение онемения рук и ног, ярко выраженные зрительные галлюцинации, изменённое состояние сознания, повышение ассоциативного мышления, потеря аппетита, искажения восприятия мира, ослабление эго.
Первые признаки наступления действия вещества появляются через 3 часа после употребления, начало плато — через 5 часов, которое продолжается 10-12 часов, с последующем мягким спадом на протяжении 6-36 часов.
Практически все люди, употреблявшие Bromo-DragonFLY, заявляют о большой длительности его действия и отмечают факт невозможности заснуть до окончания его действия.
Возможные негативные эффекты: кратковременные провалы в памяти, мышечная ригидность, разрушение («смерть») эго, бэд трип, психологический кризис, формирование психозов, флешбэки.
К физиологическим негативным эффектам стоит отнести вазоконстрикцию, вызванную воздействием вещества на серотониновые рецепторы мозга, которая может привести при неблагоприятном исходе (передозировка или наличие других предрасполагающих факторов) к развитию цианоза кожных покровов, некрозу и гангрене конечностей.

## Токсичность
Токсичность Bromo-DragonFLY для человека можно охарактеризовать как достаточно высокую при употреблении превышающей терапевтическую дозу. На данный момент зафиксировано по крайней мере пять смертей связанных с употреблением данного вещества в Норвегии, Швеции,
Дании
и в США.
Лабораторные исследования, проведённые в октябре 2009 года показали, что партия Bromo-DragonFLY распространялась под видом другого вещества — 2C-B-FLY (из-за ошибки при синтезе вещества в лаборатории, которая была не замечена при спектроскопии, так как спектры веществ похожи), которое приблизительно в 20 раз менее активно при той же дозировке (по весу), нежели Bromo-DragonFLY. Эта ошибка, судя по всему, как раз и привела к нескольким летальным передозировкам и дополнительным госпитализациям. Протестированная партия наркотика, помимо прочего, содержала значительное количество синтетических примесей, которые также внесли свой вклад в токсичность препарата.
Гражданин Швеции потерял часть ступни на ноге и пальцы на руке в результате ампутации после сильной передозировки. Длительная вазоконстрикция привела к последующему развитию некроза и гангрены, которая продолжалась на протяжении нескольких недель после случившейся передозировки. Зафиксировано несколько аналогичных случаев развития периферической вазоконстрикции с аналогичным развитием как и при передозировке DOB. Проводимая терапия толазолином имела ограниченную эффективность.
Употребление Bromo-DradonFLY может привести к наступлению психоделических кризисов — бэд трипов. Зафиксирован случай употребления Bromo-DradonFLY в Англии в 2008 году, когда попадание рвотных масс в верхние дыхательные пути привело к угрожающей жизни асфиксии.
3 октября 2009 года 22-летний житель Дании (он же продавец вещества) умер в результате употребления 18 мг Bromo-dragonFLY. Его друг описывает трип следующим образом:

Это было похоже на то, как будто меня протащили сквозь Ад и вернули обратно. Несколько раз. Это был самый ужасный трип. Он продолжался вечно.
Оригинальный текст (англ.)It was like being dragged through Hell and back again. Several times. The worst trip ever. It lasted forever.
— 

## Легальный статус

### Швеция
Bromo-DragonFLY классифицирован как «вещество опасное для жизни» в Швеции 15 июля 2007 года, наложен запрет на продажу и производство.

### Дания
5 декабря 2007 года Bromo-DragonFLY запрещён в Дании. Вещество было объявлено незаконным министром здравоохранения Дании Яковом Экселем Нельсоном. На данный момент классифицируется как опасный наркотик и его производство, импорт, хранение и употребление строго запрещены. Любые лица, нарушившие запрет, подлежат преследованию согласно законодательству страны.

### Норвегия
На данный момент в Норвегии Bromo-DragonFLY не включён в список наркотических веществ, но запрещён директивными законами представителей государственной власти., поэтому приравнивается к наркотическим веществам в соответствии с норвежским законодательством.

### Румыния
Bromo-DragonFLY внесён в список наркотических веществ в соответствии с законом 143/2000 от 10 февраля 2010 года.

### Россия
По состоянию на август 2011 года Bromo-DragonFLY не внесён в список наркотических средств и психотропных препаратов. Однако рассматривается как аналог амфетамина.